# Stefano Comini
Stefano Comini (Lugano, 3 febbraio 1990) è un pilota automobilistico svizzero, vincitore del campionato TCR International Series 2015 e 2016.

## Carriera

### Karting
Comini debutta nei kart nel 2002, gareggiando in campionati italiani e svizzeri, vincendo il Campionato Svizzero Junior nel 2004 e la Bridgestone Cup Switzerland ICA nel 2005.

### Formule minori
Inizia la sua carriera nelle vetture formula nel 2006, correndo nel campionato Formula Junior Monza 1.2 con la Fadini Corse riuscendo a vincere una delle sette gare in calendario, concludendo la stagione in decima posizione e con la nomina a Rookie dell'anno.
Nell'anno successivo continua la sua partecipazione alla serie, spostandosi però di categoria con il passaggio alla 1.6 con la scuderia MG Motorsport. Finisce la stagione con un ottimo terzo posto con quattro vittorie all' attivo. Nello corso dello stesso anno partecipa anche a quattro gare della Formula Renault 2.0 Svizzera e due della Formula Renault Italia Winter Series.
Nel 2008 continua la sua partecipazione alla Formula Renault 2.0 svizzero con il team CO2 Motorsport ed alla serie italiana con il team Dueppì, a cui si aggiunge anche il campionato Italiano Formula 2000 Light sempre con quest'ultima scuderia, senza mai ottenere risultati di rilievo.
Nel 2009 Comini continua con la doppia partecipazione ai due campionati, giungendo con 3 podi in entrambe al sesto posto nella serie italiana ed al settimo in quella svizzera.
Il 2010 è l'anno dell'addio definitivo di Comini al mondo delle vetture a ruote scoperte con la partecipazione alle due gare weekend di gara a Monza della Formula Abarth.

### Campionati Turismo
La carriera di Comini nelle vetture turismo inizia nel 2009 con la partecipazione a tre gare del VLN Endurance a bordo di una Aston Martin Vantage.
Nel 2010 fa il suo debutto nell'Eurocup Mégane Trophy con il Team Oregon, dove vince tre delle quattordici gare previste concludendo al terzo posto la stagione. Visti gli ottimi risultati all'esordio continua anche per l'anno successivo nella stessa competizione sempre affiancato dallo stesso team con cui domina letteralmente il campionato aggiudicandosi il terzo posto contornato da undici vittorie su quattordici possibili.
Nel 2012 passa alla Clio Cup Italia, a cui partecipa con il team Composit Motorsport, concludendo la stagione al primo posto con cinque vittorie. Nel corso dello stesso anno partecipa come ospite a varie serie, tra le quali l'Eurocup Mégane Trophy, Porsche Carrera Cup Italia, Porsche Supercup e Lamborghini Super Trofeo.
Per il 2013 partecipa alla Clio Cup Bohemia, la cui stagione si conclude al quinto posto per il pilota svizzero, che partecipa anche alle gare di Imola della corrispondente serie italiana ed alla tappa di Catalunya dell'Eurocup Megane. Nell'anno successivo partecipa alla Seat Leon Eurocup, concludendo la stagione al quarto posto.
Nel 2015 partecipa al neocostituito TCR International Series, con il team Target Competition che già lo seguiva dall'anno precedente nell'Eurocup, risultandone vincitore. L'anno successivo si mantiene nella serie passando però al team Leopard Racing conquistando sempre la prima posizione finale nel campionato. Partecipa anche ad alcune gare del TCR Benelux.
Per il 2017 rinnova la sua partecipazione sia alla serie internazionale che alla Benelux, passando al Cometoyou Racing portando al debutto la nuova Audi RS3 LMS TCR. Contribuisce inoltre allo sviluppo della versione TCR della Subaru WRX Sti, che porta in pista nei due weekend di Imola e Monza.
Nella stagione 2018 si sposta nel campionato TCR europeo con una Subaru WRX Sti TCR con il neonato team Race Republic, fondato dal pilota stesso insieme ad alcuni collaboratori.

## Riconoscimenti e onorificenze
- 2002 - ACS Ticino, Trofeo Pablo Foletti 2002.[33]
- 2007 - ACS Ticino, Trofeo Pablo Foletti 2007.[33]
- 2015 - ACS Ticino, Trofeo Loris Kessel 2015.
- 2016 - ACS Ticino, Trofeo Loris Kessel 2016.[34]
- 2016 - ACS Ticino, Premio al merito sportivo.[34]
- 2017 - ACS Ticino, Premio al merito sportivo.[35]

## Palmarès
- Campione Eurocup Megane Trophy: 2011
- Campione italiano Renault Clio Cup: 2012
- Campione TCR International Series: 2015, 2016

## Risultati vetture Turismo

### Eurocup Megane Trophy
| Anno    | Scuderia           | Vettura                  | SPA | SPA | BRN | BRN | MAG | MAG | HUN | HUN | HOC | HOC | SIL | SIL | CAT | CAT |     | Punti | Posizione |
| ------- | ------------------ | ------------------------ | --- | --- | --- | --- | --- | --- | --- | --- | --- | --- | --- | --- | --- | --- | --- | ----- | --------- |
| 2010    | Oregon Team        | Renault Mégane V6 Trophy | C   | 3   | 1   | 2   | Rit | 3   | 14  | Rit | 4   | 1   | 1   | 2   | 5   | Rit | 107 | 3º    |           |
| Anno    | Scuderia           | Vettura                  | ALC | ALC | SPA | SPA | NÜR | NÜR | HUN | HUN | SIL | SIL | LEC | LEC | CAT | CAT |     | Punti | Posizione |
| 2011    | Oregon Team        | Renault Mégane V6 Trophy | 1   | 1   | 1   | 1   | 1   | 1   | 2   | 1   | 1   | 1   | 4   | 1   | 1   | SQ  | 305 | 1º    |           |
| Anno    | Scuderia           | Vettura                  | ALC | ALC | SPA | SPA | NÜR | NÜR | MSC | MSC | HUN | HUN | LEC | LEC | CAT | CAT |     | Punti | Posizione |
| 2012    | Team Lompech Sport | Renault Mégane V6 Trophy |     |     |     |     |     |     | 2   | Rit | 2   | Rit |     |     |     |     | 36  | 11º   |           |
| Anno    | Scuderia           | Vettura                  | ALC | ALC | SPA | SPA | MSC | MSC | RBR | RBR | HUN | HUN | LEC | LEC | CAT | CAT | CAT | Punti | Posizione |
| 2013    | Team Lompech Sport | Renault Mégane V6 Trophy |     |     |     |     |     |     |     |     |     |     |     |     | 3   | 1   |     | 0†    |           |
| Legenda |                    |                          |     |     |     |     |     |     |     |     |     |     |     |     |     |     |     |       |           |

### Porsche Cup
Carrera Cup Italia
| Anno    | Scuderia             | Vettura                 | VAL | VAL | MUG | MUG | MIS | MIS | RBR | RBR | IMO | IMO | MUG | MUG | MNZ | MNZ | Punti | Posizione |
| ------- | -------------------- | ----------------------- | --- | --- | --- | --- | --- | --- | --- | --- | --- | --- | --- | --- | --- | --- | ----- | --------- |
| 2012    | Antonelli Motorsport | Porsche 911 GT3 Cup 997 |     |     |     |     |     |     |     |     |     |     |     |     | 6   | 2   | 16    | 11º       |
| Legenda |                      |                         |     |     |     |     |     |     |     |     |     |     |     |     |     |     |       |           |

Supercup
| Anno    | Scuderia             | Vettura                 | BHR | BHR | CAT | MON | VAL | SIL | HOC | HUN | HUN | SPA | MNZ | Punti | Posizione |
| ------- | -------------------- | ----------------------- | --- | --- | --- | --- | --- | --- | --- | --- | --- | --- | --- | ----- | --------- |
| 2012    | Antonelli Motorsport | Porsche 911 GT3 Cup 997 |     |     |     |     |     |     |     |     |     |     | 11  | 0†    |           |
| Legenda |                      |                         |     |     |     |     |     |     |     |     |     |     |     |       |           |

### Lamborghini Super Trofeo
Blancpain Super Trofeo - Pro-Am
| Anno    | Scuderia           | Vettura                          | MNZ | MNZ | SIL | SIL | LEC | LEC | SPA | SPA | NUB | NUB | NAV | NAV | Punti | Posizione |
| ------- | ------------------ | -------------------------------- | --- | --- | --- | --- | --- | --- | --- | --- | --- | --- | --- | --- | ----- | --------- |
| 2012    | Bonaldi Motorsport | Lamborghini LP570-4 Super Trofeo | 1   | 1   |     |     |     |     |     |     |     |     |     |     | 30    | 9º        |
| Legenda |                    |                                  |     |     |     |     |     |     |     |     |     |     |     |     |       |           |

Super Trofeo Europe - Pro-Am
| Anno    | Scuderia | Vettura            | MNZ | MNZ | SIL | SIL | LEC | LEC | SPA | SPA | NUB | NUB | SEP | SEP | Punti | Posizione |
| ------- | -------- | ------------------ | --- | --- | --- | --- | --- | --- | --- | --- | --- | --- | --- | --- | ----- | --------- |
| 2014    |          | Lamborghini LP 560 |     |     |     |     | 4   | Rit |     |     |     |     |     |     | 8     | 18º       |
| Legenda |          |                    |     |     |     |     |     |     |     |     |     |     |     |     |       |           |

### Renault Clio Cup
Italia
| Anno    | Scuderia            | Vettura          | MNZ | MNZ | IMO | IMO | MIS | MIS | RBR | RBR | VAL | VAL |     |     | Punti | Posizione |
| ------- | ------------------- | ---------------- | --- | --- | --- | --- | --- | --- | --- | --- | --- | --- | --- | --- | ----- | --------- |
| 2012    | Composit Motorsport | Renault Clio Cup | 1   | 7   | 1   | 1   | 12  | 1   | 5   | 5   | 3   | 1   |     |     | 133   | 1º        |
| Anno    | Scuderia            | Vettura          | VAL | VAL | IMO | IMO | MNZ | MNZ | MIS | MIS | MUG | MUG | IMO | IMO | Punti | Posizione |
| 2013    | Target Competition  | Renault Clio Cup |     |     | 4   | 1   |     |     |     |     |     |     |     |     | 0†    |           |
| Legenda |                     |                  |     |     |     |     |     |     |     |     |     |     |     |     |       |           |

Bohemia
| Anno    | Scuderia           | Vettura          | HOC | HOC | SLO | SLO | NUB | LAU | LAU | OSC | OSC | MOS | MOS | BRN | BRN | Punti | Posizione |
| ------- | ------------------ | ---------------- | --- | --- | --- | --- | --- | --- | --- | --- | --- | --- | --- | --- | --- | ----- | --------- |
| 2013    | Target Competition | Renault Clio Cup | SQ  | Rit | 1   | 19  | 1   | 4   | Rit | 3   | Rit | 2   | Rit | 1   | 1   | 192   | 5º        |
| Legenda |                    |                  |     |     |     |     |     |     |     |     |     |     |     |     |     |       |           |

### Seat Leon Eurocup
| Anno    | Scuderia           | Vettura                 | NUB | NUB | SAL | SAL | SIL | SIL | SPA | SPA | MNZ | MNZ | CAT | CAT | Punti | Posizione |
| ------- | ------------------ | ----------------------- | --- | --- | --- | --- | --- | --- | --- | --- | --- | --- | --- | --- | ----- | --------- |
| 2014    | Target Competition | SEAT Leon Cup Racer MK3 | 1   | 13  | 7   | 5   | 4   | 1   | Rit | Rit | Rit | 8   | 1   | 2   | 56    | 4º        |
| Legenda |                    |                         |     |     |     |     |     |     |     |     |     |     |     |     |       |           |

### TCR
International Series
| Anno    | Scuderia           | Vettura                 | SEP | SEP | SHA | SHA | VAL | VAL | POR | POR | MNZ | MNZ | SAL | SAL | SOC | SOC | RBR | RBR | MAB | MAB | BUR | BUR | MCU | MCU | Punti | Posizione |
| ------- | ------------------ | ----------------------- | --- | --- | --- | --- | --- | --- | --- | --- | --- | --- | --- | --- | --- | --- | --- | --- | --- | --- | --- | --- | --- | --- | ----- | --------- |
| 2015    | Target Competition | Seat Leon Cup Racer     | 1   | 4   | 4   | 2   | 6   | 1   | 5   | 11  | Rit | 4   | 2   | 8   | 4   | 1   | 1   | 9   | 2   | 2   | 5   | 1   | 3   | 1   | 342   | 1º        |
| Anno    | Scuderia           | Vettura                 | BHR | BHR | EST | EST | SPA | SPA | MNZ | MNZ | SAL | SAL | OSC | OSC | SOC | SOC | BUR | BUR | MAB | MAB | SEP | SEP | MCU | MCU | Punti | Posizione |
| 2016    | Leopard Racing     | Volkswagen Golf GTI TCR | 7   | Rit | 3   | 2   | NP  | 2   | 1   | 3   | 8   | 3   | Rit | 6   | 1   | 5   | 4   | 4   | 2   | 4   | 2   | 18  | 1   | 4   | 267,5 | 1º        |
| Anno    | Scuderia           | Vettura                 | RST | RST | BHR | BHR | SPA | SPA | MNZ | MNZ | SAL | SAL | HUN | HUN | OSC | OSC | BUR | BUR | ZHE | ZHE | DUB | DUB |     |     | Punti | Posizione |
| 2017    | ComToYou Racing    | Audi RS3 LMS TCR        | 3   | Rit | 8   | 9   | 1   | 3   | 8   | 1   | 3   | 3   | 12  | 10  | 6   | 5   | 7   | 3   | 13  | Rit | 7   | 1   |     |     | 196   | 3º        |
| Legenda |                    |                         |     |     |     |     |     |     |     |     |     |     |     |     |     |     |     |     |     |     |     |     |     |     |       |           |

BeNeLux Touring Car Championship
| Anno    | Scuderia        | Vettura                 | SPA | SPA | SPA | SPA | SPA | ZAN | ZAN | ZAN | ZAN | ZAN | ZOL | ZOL | ZOL | ZOL | ZOL | GOO | GOO | GOO | GOO | GOO | ASS | ASS | ASS | ASS | ASS | MET | MET | MET | MET | MET | Punti | Posizione |
| ------- | --------------- | ----------------------- | --- | --- | --- | --- | --- | --- | --- | --- | --- | --- | --- | --- | --- | --- | --- | --- | --- | --- | --- | --- | --- | --- | --- | --- | --- | --- | --- | --- | --- | --- | ----- | --------- |
| 2016    | Team WRT        | Volkswagen Golf GTI TCR |     |     |     |     |     |     |     |     |     |     |     |     |     |     |     | 1   |     |     | 1   | Rit |     |     |     |     |     |     |     |     |     |     | 111   | 13º       |
| Anno    | Scuderia        | Vettura                 | SPA | SPA | SPA | SPA | SPA | ZAN | ZAN | ZAN | ZAN | ZAN | ZOL | ZOL | ZOL | ZOL | ZOL | ZOL | ZOL | ZOL | ZOL | ZOL | MET | MET | MET | MET | MET | ASS | ASS | ASS | ASS | ASS | Punti | Posizione |
| 2017    | ComToYou Racing | Audi RS3 LMS TCR        | 4   | 1   | 1   |     |     |     |     |     |     |     | Rit | 6   | 5   |     |     |     |     |     |     |     |     |     |     |     |     |     |     |     |     |     | 138   | 12º       |
| Legenda |                 |                         |     |     |     |     |     |     |     |     |     |     |     |     |     |     |     |     |     |     |     |     |     |     |     |     |     |     |     |     |     |     |       |           |

Italy Touring Car Championship
| 2017    | Top Run Motorsport | Subaru WRX Sti TCR |  |  |  |  |  |  |  |  | Rit | 4 |  |  | 3 | 11 | 24 | 14º |
| Legenda |                    |                    |  |  |  |  |  |  |  |  |     |   |  |  |   |    |    |     |